# Комиссаров, Алексей Викторович
Алексе́й Ви́кторович Комисса́ров (род. 11 апреля 1966, Караганда) — советский и российский военнослужащий, капитан 1-го ранга. Командовал МПК-207 и МПК-116, возглавлял несанкционированный переход последнего из Новоозёрного в Севастополь в 1992 году во время раздела Черноморского флота. С 2014 года по 2016 год являлся главой администрации Поворинского района Воронежской области России. Член партии «Единая Россия».

## Биография
Родился 11 апреля 1966 года в городе Караганда. Окончил школу в Поворино. С 1983 года по 1988 год учился Высшем военно-морском училище радиоэлектроники имени Попова по специальности «радиоинженер». В 1988 году попал на службу в советский флот. Начинал службу как начальник РТС — командира БЧ-4 МПК-116 17-й бригады противолодочных кораблей. В 1991 году стал помощником командира МПК-116.
В январе 1992 года личный состав Крымской военно-морской базы, которая базировалась в заливе Донузлав в посёлке Новоозёрное, начал принимать присягу Украины. По словам самого Комиссарова, к январю 1992 года присягу Украине принял командир корабля Карен Хачатуров, а около 40 % экипажа корабля были готовы последовать его примеру. Во время того, как командир корабля Хачатуров находился на отдыхе дома, в ночь на 5 апреля Комисаров вызвал экипаж не принявший украинскую присягу и совершил несанкционированный переход корабля из Новоозёрного в Севастополь. Перед выходом Комиссаров отправил телеграмму следующего содержания: «Мы требуем от глав государств СНГ скорейшего решения вопроса о судьбе Черноморского флота и в знак протеста против начатого разделения флота и решение вопроса политическими средствами, МПК-116 переходит на рейд города Севастополя. Экипаж МПК-116 выступает за единство Черноморского флота в составе СНГ. Прошу мой выход к рейду главной базы Черноморского флота считать протестом против неопределенного статуса Черноморского флота».
Данная акция была поддержана командующим Черноморским флотом адмиралом Игорем Касатоновым. После перехода в Севастополь прокурор города возбудил в отношении Алексея Комиссарова уголовное дело по статье «превышение должностных полномочий». «Побег» корабля под руководством Комиссарова вдохновил экипаж корабля СКР-112, который в июле 1992 года пожелал служить на Украине и перешёл из Новоозёрного в Одессу. Одним из кораблей участвующих операции по пресечению выхода СКР-112 в Одессу являлся корабль Комиссарова МПК-116.
В дальнейшем Комиссаров остался помощником у нового командира корабля МПК-116. Во время прохождения офицерских классов, спустя два года, он стал командиром корабля. С 1995 года по 1998 год Комиссаров являлся командиром МПК-207, который позже получил имя «Поворино». Затем, с 2001 года по 2003 год он учился в Военно-морской Академии имени Кузнецова по специальности «военное и административное управление». В 2003 году Комисаров стал командиром отдельного дивизиона спасательных судов в Новороссийске.
По окончании службы на флоте в 2006 году стал руководителем новороссийского отделения страховой компании «Россия». В 2012 году стал заместителем главы администрации Поворинского района Воронежской области. 11 апреля 2014 года Поворинский совет народных депутатов утвердил его в качестве и. о. главы администрации данного района. Спустя несколько месяцев Комиссаров стал главой администрации без приставки «и. о.».
В конце декабря 2015 года в рабочем кабинете и доме Комиссарова прошли обыски в рамках расследования уголовного дела о хищении 11 млн. рублей при строительстве жилого дома. Спустя месяц, в январе 2016 года, он ушёл с поста по состоянию здоровья. В отношении Комиссарова в итоге было возбуждено уголовное дело по ч. 1 ст. 286 УК РФ («превышение должностных полномочий»). На заседании Поворинского районного суда в августе 2017 года дело было прекращено в связи с объявленной амнистией к 70-летию Победы в Великой Отечественной войне.

## Личная жизнь
Женат. Имеет двух сыновей.